# Haunted Tank
The Haunted Tank (dt. „Der Geisterpanzer“, das heißt Panzer, in dem es spukt) ist der Titel einer Comicserie, die der US-amerikanische Verlag DC-Comics von 1961 bis 1987 herausgab.
Die Serie, die die Abenteuer der Besatzung eines amerikanischen Schützenpanzers zum Inhalt hat, ist dem Genre des Kriegscomics zuzurechnen. Ungewöhnlich für ein Kriegscomic war dabei die konsequente Durchmischung der Serie.

## Veröffentlichungsdaten
Die Urheber von The Haunted Tank waren der Autor Robert Kanigher und der Zeichner Russ Heath, die die Serie in den frühen 1960er Jahren entwickelten. Die Hauptfiguren der Serie wurden bereits in einer Testgeschichte in dem Comicheft G.I. Combat #87 vom April/Mai 1961 vorgestellt. Nachdem weitere Geschichten um The Haunted Tank in G.I. Combat ein hinreichend positives Echo bei der Leserschaft erzielten, wurde schließlich eine eigenständige Serie unter dem Titel ins Leben gerufen, die zum größten Teil von Kanigher und Heath gestaltet wurde. Die Serie erreichte bis zu ihrer Einstellung im März 1987 insgesamt 288 Ausgaben.
Zu den weiteren Autoren und Zeichnern, die im Laufe der Jahre an der Serie arbeiteten, zählten unter anderem Bob Haney, Jerry Grandenetti und Joe Kubert.

## Handlung
Die Prämisse von The Haunted Tank ist, dass der lange verstorbene General der Konföderiertenarmee des amerikanischen Bürgerkrieges, J.E.B. Stuart, vom Geist Alexander des Großen auf die Erde zurückgeschickt wird, um als Ratgeber und Schutzengel über den amerikanischen Offizier Jeb Stuart zu wachen, der während des Zweiten Weltkrieges als Kommandeur einer Panzerbesatzung in Nordafrika fungiert. Er fährt daraufhin als Geist in Stuarts Gefährt, einem Panzer (der dem nach Stuart benannten Modell Light Tank M3 Stuart angehört), der durch die Beseelung mit einem Gespenst zum „Haunted Tank“ wird. Um den General Stuart zu ehren, stattet der Sergeant Stuart sein Fahrzeug daraufhin mit einer Konföderiertenflagge als Zierwerk aus. Eine Komplikation besteht dabei in dem Umstand, dass nur Jeb Stuart J.E.B.s Geist sehen kann, so dass der Rest der Besatzung ihn für geisteskrank hält.
Die Crew besteht in den ersten Jahrgängen der Serie aus Stuarts Freunden Arch Asher (Lader), Rick Rawlins (Fahrer) und Slim Stryker (Kanonier). Als Arch bei der Explosion eines deutschen Panzers umkommt (#162), wird er durch Gus Gray ersetzt. Slim stirbt später und wird durch den älteren Bill Craig ersetzt (G.I. Combat #244). In #251 stößt zudem Bills Sohn Eddie Craig zu der Truppe und übernimmt Gus’ Posten als Lader, während Gus zum zweiten Kanonier aufsteigt.

## Nachdrucke
- Haunted Tank Volume One, 2006. (druckt die Geschichten der Jahre 1961 bis 1964 neu ab).